# Química bio-ortogonal
A química bio-ortogonal trata das reações químicas que podem acontecer dentro de um organismo vivo sem alterar suas características químicas e os processos associados a elas. Como conceito o seu desenvolvimento é atribuído a, entre outros pesquisadores, a química americana Carolyn R. Bertozzi, que entre 1997 e 2004 trabalhou com a utilização desses mecanismos na tentativa de estudar determinadas biomoléculas e seu funcionamento. Isso permite desenvolver uma variedade de aplicações práticas, com impactos, em especial, na área da saúde. Aliada à chamada química do clique, os procedimentos desenvolvidos podem gerar avanços na farmacêutica e na medicina em geral. Um exemplo são os próprios trabalhos de Bertozzi com o glicano (molécula de açúcar), que permitiram visualizar e identificar quais células deveriam ser tratadas em um experimento, algo que permite aumentar a eficácia de um determinado medicamento ou terapia.
A pesquisa rendeu a Bertozzi o Prêmio Nobel de Química de 2022, dividido com os cientistas responsáveis por desenvolver a química do clique.
Esse campo de investigação leva esse nome em alusão à ortogonalidade, em uma extensão do sentido que tem na matemática.